# Madrid (Surigao do Sul)
Madrid é um município de  quarta classe de renda municipal (d) na província Surigao do Sul, nas Filipinas. De acordo com o censo de 1 de maio  de  2020 possui uma população de 16 653 pessoas e 3 984 domicílios.